# روابط خارجی سنگاپور

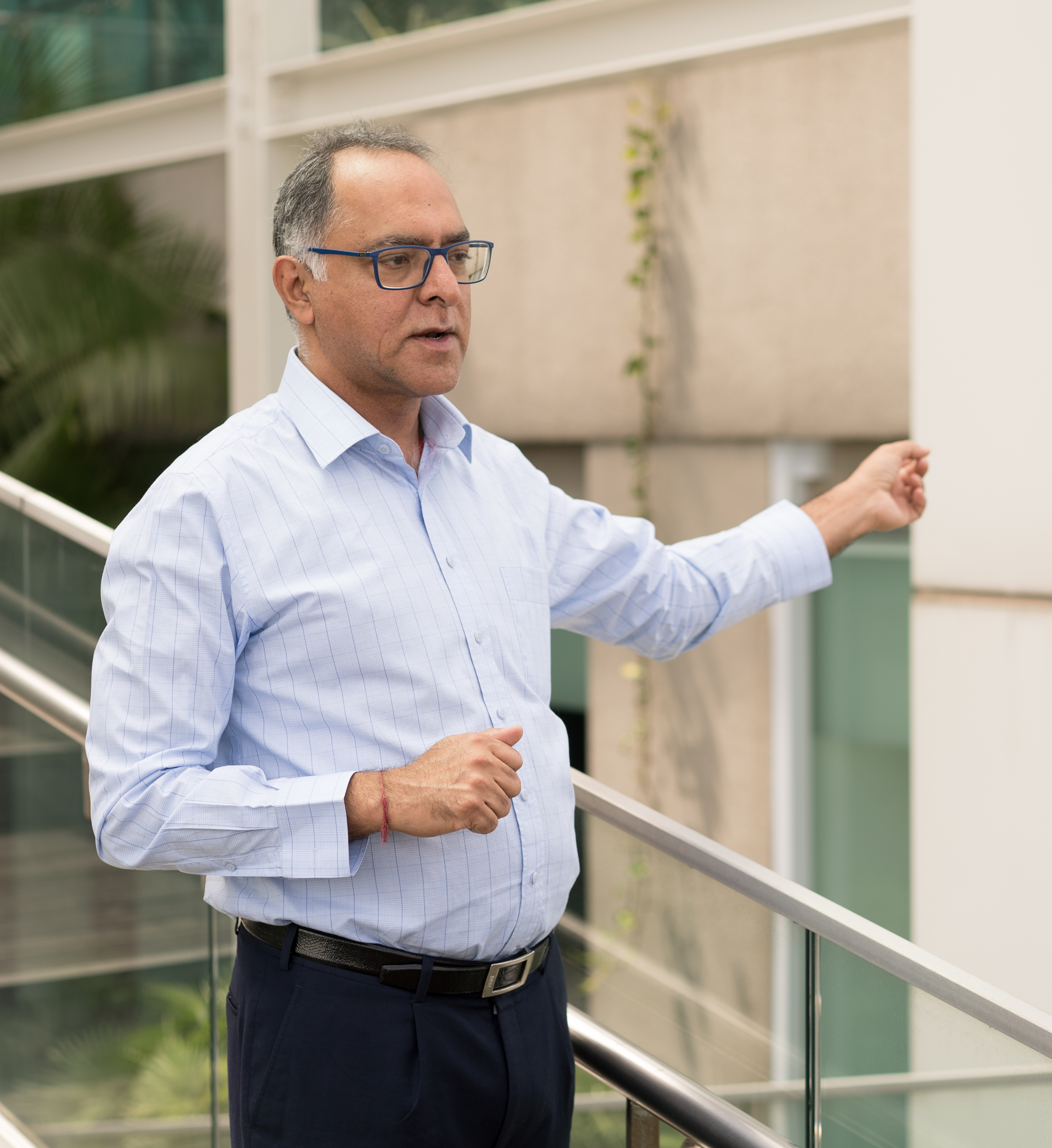
..........

سنگاپور روابط دیپلماتیک با ۱۸۹ کشور از سراسر جهان دارد اگرچه در بسیاری از این کشورها سفارت یا دفتر ندارد. این کشور عضو سازمان ملل متحد، اتحادیه کشورهای مشترک‌المنافع، انجمن ملل آسیای جنوب شرقی و جنبش عدم تعهد می‌باشد.
با توجه به دلایل جغرافیایی واضح، روابط با مالزی و اندونزی برای این کشور مهم‌تر است. سابقه تاریخی همچون جدایی طوفانی از مالزی و دوستی با اندونزی، سبب روحیه محاصره شده‌است. سنگاپور با بریتانیا روابط خوبی دارد و روابط اشتراکی در زمینه دفاع همراه با مالزی و نیوزیلند نیز دارد. در کنار اینها روابط خوب خود را با ایالات متحده نیز حفظ کرده‌است.
سنگاپور از موضوع منطقه ای آسیای جنوب شرقی پشتیبانی می‌کند و نقش فعال در انجمن ملل آسیای جنوب شرقی (ASEAN) دارد که خود سنگاپور یکی از اعضای بنیانگذار آن می‌باشد. سنگاپور همچنین عضو سازمان همکاری‌های اقتصادی آسیا–پاسفیک و اقیانوس آرام است که دبیرخانه آن در سنگاپور می‌باشد. سنگاپور به عنوانی بخشی از نقش خود در سازمان ملل متحد در سالهای ۲۰۰۱ تا ۲۰۰۲ ریاست شورای امنیت سازمان ملل متحد را به عهده داشت. در مأموریت نگهداری و نظارت سازمان ملل در کویت، آنگولا، کنیا، کامبوج و تیمور شرقی با سازمان ملل همکاری می‌کرد.
سنگاپور و چین مدت زمان طولانی ارتباط بسیار نزدیک خود را حفظ کرده‌اند تا حدی که به دلیل نفوذ و ضرورت رو به رشد آن در منطقه آسیا و اقیانوس آرام، مشخص شده‌است که منافع مشترک آن با چین ورای هر گونه اختلاف می‌باشد. علاوه براین سنگاپور خود را به عنوان یک حامی قوی برای مشارکت سازنده چین و توسعه صلح آمیز منطقه نیز در نظر گرفته‌است. این کشور با همکاری سایر اعضای کشورهای آسیای شرقی و چین برای تقویت امنیت منطقه و مبارزه با تروریسم مشارکت می‌کند.

## کنسولگری
سنگاپور علاوه بر سفارتخانه‌ها، کنسولگری‌ها یا کنسول‌های افتخاری را در کشورهای بسیاری ایجاد کرده‌است که می‌توان به اتریش، بنگلادش، کانادا، شیلی، چین، جمهوری چک، دانمارک، آلمان، یونان، هنگ کنگ، مجارستان، هند، اندونزی، جمهوری ایرلند، اسرائیل، ایتالیا، ژاپن، اردن، قزاقستان، لبنان، مالزی، مکزیک، نیجریه، نروژ، پاکستان، پاپوآ گینه نو، پرو، پرتغال، عربستان سعودی، کره جنوبی،  اسپانیا، سری‌لانکا، سوئیس (مأموریت همیشگی در ژنو), ترکیه، امارات متحده عربی، ایالات متحده آمریکا و ویتنام اشاره کرد.